# Богомолец, Анджей
А́нджей Богомо́лец (пол. Andrzej Bohomolec; (1900—1988) — польский улан, мореплаватель и писатель. Первый поляк, который пересёк Атлантический океан на парусной яхте.

## Происхождение
Анджей Богомолец относится к «витебской» ветви рода Богомольцев герба «Богория». Правнук Ромуальда Богомольца (1763—1840) — мэра Витебска, губернского предводителя дворянства. По линии жены прадеда Анджей был потомком древнего (с XIII века) ливонского баронского рода фон Фёлькерзам. По матери, Каролине (Шарлотте) Сенкевич, приходился родственником знаменитого польского писателя Генрика Сенкевича (1846—1916).
Анджей Богомолец родился 9 ноября 1900 года в имении Розентово Режицкого уезда Витебской губернии (ныне в Малтской волости Латвии). Отец — Филипп Богомолец (1864—1926), богатый молокопромышленник и домовладелец; вместе с братом, Михаилом Богомольцем, владел несколькими доходными домами в Санкт-Петербурге (до сих пор известны как «дома Богомольцев»). Мать — Каролина Сенкевич, правнучка участника Ноябрьского восстания (1830—1831).

## Военная служба
В 18 лет вступил в уланский полк польской Добровольческой армии генерала Юзефа Галлера. В августе 1920 года участвовал в Варшавской битве («Чудо над Вислой») (13-25 августа 1920), а также в других боях войны против большевиков.
Был одним из первых, награждённых орденом «Крест Храбрых», учреждённым маршалом Юзефом Пилсудским буквально за два дня до начала Варшавской операции.
После войны Анджей Богомолец несколько лет продолжал службу поручиком в 1-м уланском Креховецком полку.

## Мореходство

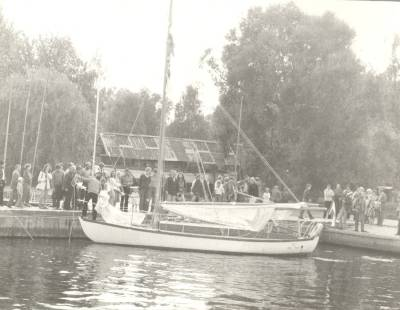
Яхта «Даль» Анджея Богомольца после прибытия в Польшу. Щецин, 1980 г. Фото Войцеха Якобсона. «Zeszyty Żeglarskie», 23 августа 2005 г.

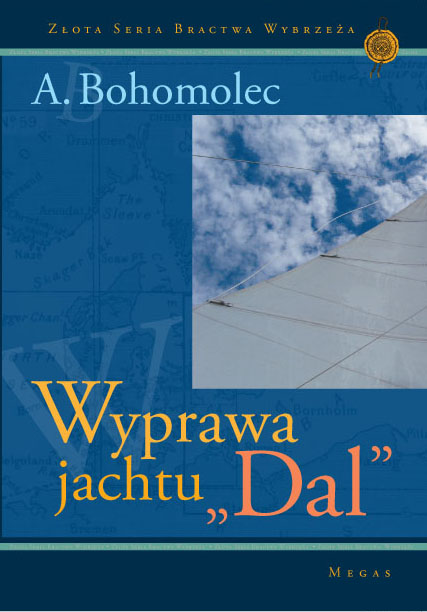
Книга Анджея Богомольца «Путешествие на яхте „Даль“»

Ещё находясь на военной службе, Анджей Богомолец увлекся парусным спортом. Плавал с Мариушем Заруским — известным польским яхтсменом, командиром 11-го уланского полка, писателем. Плавая с Заруским, познакомился с Яном Витковским и Ежи Свеховским — будущими членами экипажа яхты «Даль» (Dal), на которой они в 1933—1934 гг. пересекли Атлантический океан. Богомолец и его друзья были первыми поляками, которым удалось это сделать.
Об этом походе Анджей Богомолец написал книгу «Путешествие на яхте „Даль“». Она выдержала несколько переизданий и считается[кем?] настольной книгой каждого яхтсмена.
По окончании путешествия яхта осталась в Чикаго. Анджей Богомолец продал её за 1623 доллара местной польской общине. Некоторое время она находилась там в Морском музее, затем была удалена из экспозиции и только в августе 1980 года была перевезена в Польшу, в Гдыню, откуда в своё время вышла в поход.
Сейчас[когда?] яхта находится в Центральном Морском музее города Гданьск.
В 1936—1939 годах Анджей Богомолец служил временным поверенным в делах Польши в Шанхае. Там его застала Вторая мировая война.

## Участие во Второй мировой войне
Анджей Богомолец воевал добровольцем в составе Польских Вооруженных Сил (Polskie Siły Zbrojne) во Франции (1940), после капитуляции французской армии оказался в Великобритании (по некоторым данным, служил в британской разведке, по другим — командиром подразделения британских коммандос). В Ливии, под Тобруком, был тяжело ранен. После выздоровления участвовал в боях в Италии и за освобождение Парижа под командованием выдающегося военачальника, национального героя Польши, генерала Владислава Андерса.
За мужество в войне против гитлеровцев Анджей Богомолец удостоен высшей награды Франции — ордена Почетного Легиона.
После войны эмигрировал в Канаду, где до конца жил в провинции Альберта.

## Жизнь в эмиграции
Около 1958 года подполковник (Lt. Col.) Анджей Богомолец стал почетным полковником 19-го драгунского полка провинции Альберта (19th Alberta Dragoons). Кроме того, бывший кавалерийский офицер владел большим ранчо (почти 65 гектаров), которое часто посещали офицеры полка. Это ранчо затем принадлежало разным владельцам, последние из которых передали его государству. Сейчас там национальный заповедник Bohomolec Ranch.
Анджей Богомолец помнил не только о своем польском, но и о белорусском происхождения. В 1954 году он подарил лондонскому «Дому Марии» (Marian House), где собирались белорусские национальные эмигрантские объединения, икону-деисис «Святые покровители белорусского народа». На ней изображены Иисус Христос, Дева Мария, Иоанн Креститель и пятеро белорусских святых. Среди этих пяти — Иосафат Кунцевич, полоцкий греко-католический архиепископ, убитый религиозными фанатиками в Витебске в 1623 году.
Анджей Богомолец также оказывал финансовую поддержку лидеру профсоюзного объединения «Солидарность» Леху Валенсе.
По возвращении яхты «Даль» в Польшу Анджей Богомолец основал в Гданьске часовню моряков-парусников (Kaplica Ludzi Morza) при церкви Девы Марии. Часовню украшает гравюра с изображением яхты «Даль» и надписью «Матери Божией, покровительнице далеких морей и океанов, часовню эту заложил моряк-парусник Анджей Богомолец» (Matce Bożej, patronce dalekich mórz i oceanów, kaplicę tę ufundował żeglarz Andrzej Bohomolec).
Умер Анджей Богомолец в 1988 году в Эдмонтоне (провинция Альберта, Канада).

## Семья, родные
По некоторым данным, Анджей Богомолец был женат дважды; вторую жену звали Андреа.
Старшая сестра Анджея Богомольца — Адель-Мария-Каролина Богомолец (1897—1997), была замужем за историком и юристом Владиславом Желенским герба «Цьолек» (1903—2006), внуком известного польского композитора с таким же именем, племянником известного писателя Тадеуша Бой-Желенского (1874—1941), расстрелянного нацистами во Львове. Служа прокурором в Варшавском окружном суде, Владислав Желенский в 1935 году выступал как участник стороны обвинения в процессе об убийстве украинскими националистами министра внутренних дел Польши Бронислава Перацкого (на скамье подсудимых тогда был лидер ОУН Степан Бандера).
Адель-Мария-Каролина Богомолец вместе с мужем участвовала в польском движении сопротивления против нацистов. После войны супруги были интернированы, а потом остались во Франции.
Желенские долгое время дружили с известным польским гуманистом Ежи Гедройцем. Владислав Желенский несколько лет печатал свои публицистические заметки в его издании «Культура». Он разделял взгляды Гедройца на необходимость польско-украинского примирения.
Ещё одна старшая сестра — Мария-Каролина-Рене Богомолец (1899-?) — одна из первых польских спортивных лётчиц.